# Раслина
Раслина (хорв. Raslina) — населений пункт у Хорватії, в Шибеницько-Книнській жупанії у складі міста Шибеник.

## Населення
Населення за даними перепису 2011 року становило 567 осіб.
Динаміка чисельності населення поселення:

## Клімат
Середня річна температура становить 15,01 °C, середня максимальна – 28,55 °C, а середня мінімальна – 1,70 °C. Середня річна кількість опадів – 740 мм.
| Клімат поселення                              | Клімат поселення | Клімат поселення | Клімат поселення | Клімат поселення | Клімат поселення | Клімат поселення | Клімат поселення | Клімат поселення | Клімат поселення | Клімат поселення | Клімат поселення | Клімат поселення | Клімат поселення |
| Показник                                      | Січ.             | Лют.             | Бер.             | Квіт.            | Трав.            | Черв.            | Лип.             | Серп.            | Вер.             | Жовт.            | Лист.            | Груд.            |                  |
| Середній максимум, °C                         | 10,68            | 11,67            | 14,29            | 17,61            | 22,48            | 26,28            | 28,55            | 28,13            | 24,02            | 19,88            | 14,29            | 10,95            |                  |
| Середня температура, °C                       | 6,19             | 7,17             | 9,82             | 13,12            | 17,98            | 21,80            | 24,92            | 24,50            | 20,40            | 16,26            | 10,69            | 7,32             |                  |
| Середній мінімум, °C                          | 1,70             | 2,68             | 5,32             | 8,62             | 13,49            | 17,30            | 21,30            | 20,88            | 16,79            | 12,63            | 7,06             | 3,71             |                  |
| Норма опадів, мм                              | 67               | 58               | 64               | 67               | 51               | 50               | 27               | 42               | 73               | 77               | 89               | 75               |                  |
| Середньомісячна швидкість вітру, м/с          | 2.55             | 2.71             | 2.91             | 2.78             | 2.44             | 2.23             | 2.28             | 2.11             | 2.29             | 2.36             | 2.86             | 2.77             |                  |
| Середньомісячна сонячна радіація, кДж/м²·день | 5297             | 8011             | 11720            | 16501            | 20661            | 23219            | 24862            | 21553            | 16094            | 10372            | 5747             | 4495             |                  |
| --------------------------------------------- | ---------------- | ---------------- | ---------------- | ---------------- | ---------------- | ---------------- | ---------------- | ---------------- | ---------------- | ---------------- | ---------------- | ---------------- | ---------------- |
| Джерело:                                      |                  |                  |                  |                  |                  |                  |                  |                  |                  |                  |                  |                  |                  |